# فؤاد غازي
فؤاد غازي (1 يناير 1955 - 1 أغسطس 2011)، مطرب سوري.

## حياته
وُلد فؤاد غازي عام 1955 في قرية فقرو بمحافظة حماة في سوريا. بدأ مشواره الفني تحت اسم فؤاد فقرو، حيث اشتهر بين جمهور الحفلات الشعبية. ومع اعتماده في الهيئة العامة للإذاعة والتلفزيون السورية، عاد إلى استخدام اسمه الحقيقي فؤاد غازي. تميز بصوته الجبلي القوي، وقدم العديد من الأغاني العاطفية والشعبية والوطنية التي تركت بصمة واضحة في تاريخ الأغنية السورية خلال فترة الثمانينات.
بدأ فؤاد غازي الغناء في المناسبات الخاصة حتى أتيحت له الفرصة للعمل مع الملحن السوري عبد الفتاح سكر في أغنيته الشهيرة "لازرعلك بستان وروود"، التي حققت نجاحًا كبيرًا. تعاون مع العديد من الملحنين السوريين البارزين مثل سعيد قطب وسهيل عرفة. ومع منتصف التسعينات، ابتعد عن الأضواء دون سبب واضح، مقتصرًا على العمل في الحفلات.
وقد قام التلفزيون السوري بإنتاج فيلم تسجيلي تكريمي له خلال حياته، حيث تم تصويره بين قريته فقرو ودمشق لضمان مصداقية الفيلم. أطلق عليه عدة ألقاب مثل "ملك العتابا" و"كروان الجبل". كما سبق له أن شارك في الفيلم السوري "حارة العناتر".
تعرض فؤاد غازي لمرض أصاب حنجرته، مما حال دون استمراره في الغناء حتى وفاته.

## حياته الخاصة
متزوج ولديه ثلاثة أبناء: فادي، فرح، ومرح.[بحاجة لمصدر]

## وفاته
توفي في 1 أغسطس 2011 في مشفى الكندي بدمشق، إثر صراع مع مرض عضال.

## أعماله الفنية

### سينما
- اتفضلوا ممنوع الدخول
- حارة التنابر
- حمام الهنا
- حارة العناتر

### أغانيه
من أشهر أغانيه :
- صبر أيوب
- لا بالله يا أهل الدار
- صف الفشك
- ما ودعوني
- تعب المشوار
- خطي يا أهل الله
- يا زمان
- حلمك علينا يا بحر
- بعد زمان
- جدولاتك مجنونة
- لزرعلك بستان ورود
- هِيّا هِيّا يا بنيّة
- حنّي شوي
- يا أم النظرات الحلوة
- يا أسمر
- عيونك مين الـ علّما
- سكنتك قلبي من جمعة
- لو بعرف أعزُف عالعود
- يا بلادي زهورك بستان
- على حبك فيقتيني
- يامارداً في هامة التاريخ